# Alluvioni del Vallès
Le alluvioni del Vallès furono una serie di alluvioni nell'area del Vallès in Catalogna, che costituiscono il più grave disastro idrologico nella storia della Spagna.
Il fenomeno si verificò il 25 settembre 1962 a seguito di forti precipitazioni e colpì principalmente la comarca del Vallès Occidentale, in minor misura il Vallès Orientale e l'area cittadina di Barcellona. Furono interessati in particolare i fiumi Llobregat e Besòs, che strariparono in breve tempo. Il fiume Besòs, lungo appena 53 km, raggiunse una portata straordinaria di 5000 m³/s, cioè oltre 1000 volte la sua portata media (4,33 m³/s).
Si calcola che ci furono tra 600 e 1000 morti, mentre le persone che subirono lesioni di vario tipo furono svariate migliaia.